# آسباخ (بیرکنفلد)
آسباخ (به آلمانی: Asbach) یک شهر در آلمان است که در Birkenfeld واقع شده‌است. آسباخ ۱۶۳ نفر جمعیت دارد.